# Lojze Peterle

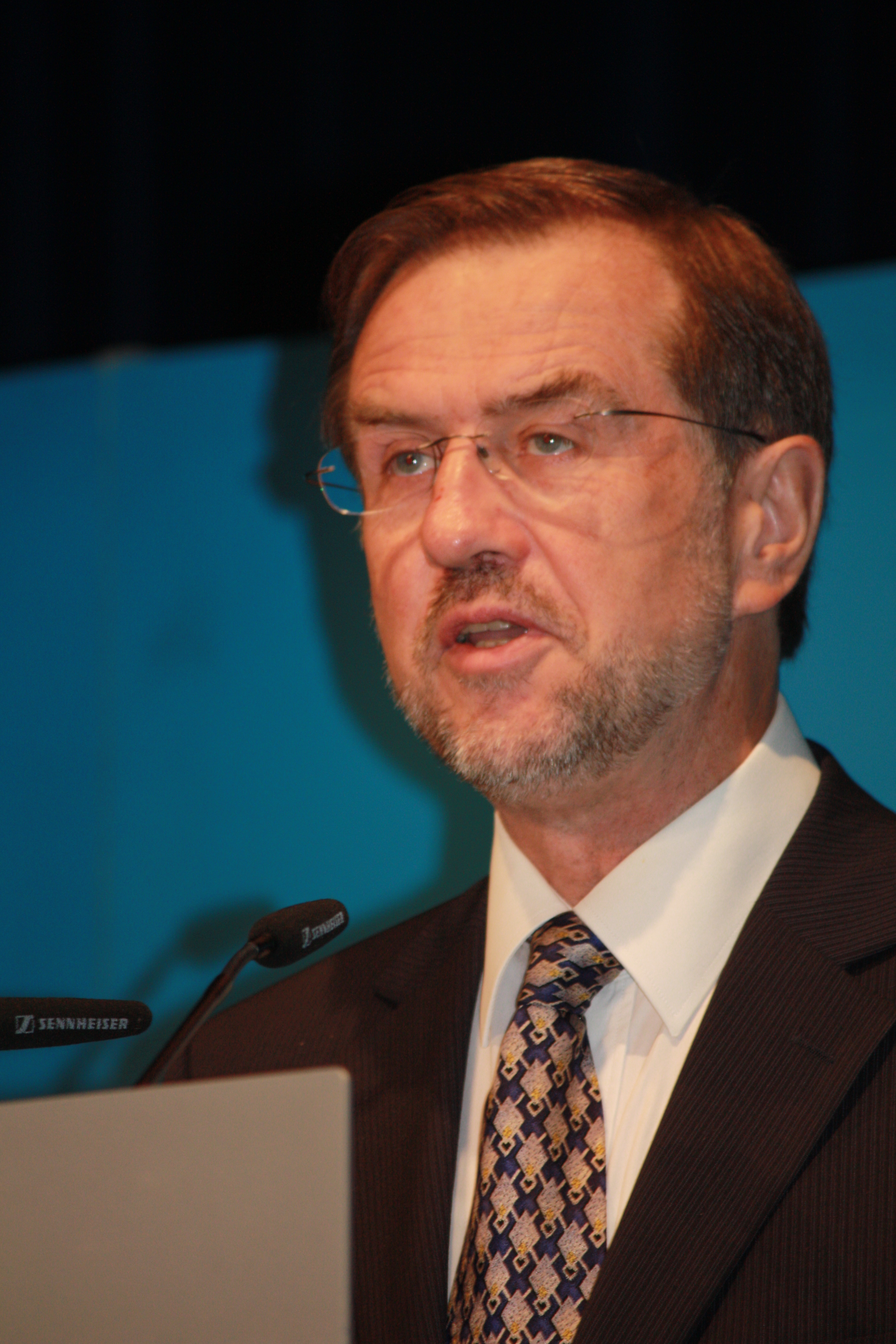
Lojze Peterle

Alojz "Lojze" Peterle (Čužnja vas, 5 juli 1948) is een Sloveens politicus en diplomaat. Hij was leider van de SKD totdat de partij in 2000 fuseerde met de Sloveense Volkspartij. Peterle was de eerste minister-president van Slovenië. Hij behoorde tot degenen die Slovenië leidde naar onafhankelijkheid van Joegoslavië. Tegenwoordig is Peterle lid van de fractie van de Europese Volkspartij in het Europees Parlement.
Lojze Peterle · Janez Drnovšek (1e) · Andrej Bajuk · Janez Drnovšek (2e) · Anton Rop · Janez Janša (1e) · Borut Pahor · Janez Janša (2e) · Alenka Bratušek · Miro Cerar · Marjan Šarec · Janez Janša (3e) · Robert Golob
- Gemeinsame Normdatei: 136109136
- International Standard Name Identifier: 0000 0000 4768 771X
- Library of Congress Control Number: no2008123253
- Nationale Bibliotheek van Tsjechië: js2015869174
- Nederlandse Thesaurus van Auteursnamen: 30800485X
- Virtual International Authority File: 78598474
- WorldCat: E39PBJgH7ByYRx9WVqcfDpbrv3